# Staatsrat der DDR

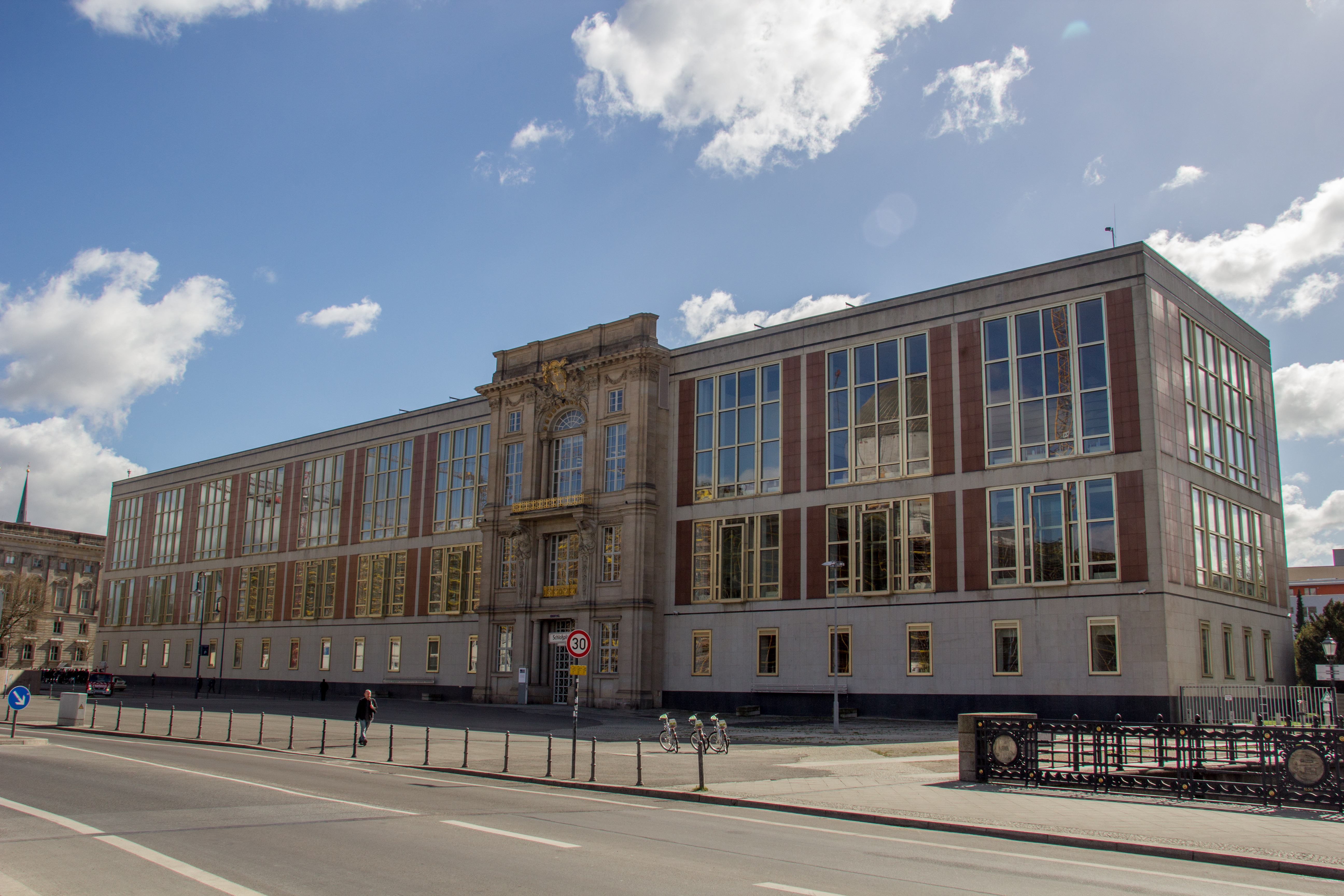
Staatsratsgebäude in Berlin, früherer Sitz des ehemaligen Staatsrats

Der Staatsrat der DDR war von 1960 bis 1990 das kollektive Staatsoberhaupt der Deutschen Demokratischen Republik.
Völkerrechtlich musste die Funktion des Staatsoberhauptes von einer Einzelperson ausgeübt werden, weshalb die DDR-Verfassung den Staatsratsvorsitzenden als völkerrechtliche Vertretung der DDR bestimmte. Der Staatsrat wurde 1990, sechs Monate vor der Wiedervereinigung, per Gesetz wieder aufgelöst. Die völkerrechtliche Vertretung ging übergangsweise auf die Volkskammerpräsidentin, Sabine Bergmann-Pohl (CDU), über.

## Entwicklung in der DDR

Schaubild der Verfassung der DDR von 1968/74

Der Staatsrat der DDR wurde 1960 nach dem Tod des ersten und einzigen Präsidenten der DDR, Wilhelm Pieck, als Nachfolgeorgan geschaffen. Grundlage war das „Gesetz über die Bildung des Staatsrates“ vom 12. September 1960, das die Verfassung der DDR von 1949 entsprechend änderte.
Der Staatsrat bestand aus dem Vorsitzenden, seinen Stellvertretern, 16 weiteren Mitgliedern und einem Sekretär. Der Vorsitzende, die Stellvertreter des Vorsitzenden, die Mitglieder und der Sekretär des Staatsrates wurden für zunächst vier, seit 1974 fünf Jahre von der Volkskammer gewählt.
Erster Staatsratsvorsitzender war Walter Ulbricht, der gleichzeitig Erster Sekretär des Zentralkomitees (ZK) der SED und Vorsitzender des Nationalen Verteidigungsrates der DDR (NVR) war. Die Stellung des Vorsitzenden des Staatsrats war zunächst noch hervorgehoben. So hieß es in Artikel 66 Absatz 2 der Verfassung von 1968: „Der Vorsitzende des Staatsrates vertritt die Deutsche Demokratische Republik völkerrechtlich.“
Das relativ unbedeutende Amt verblieb Ulbricht als einziges nach seiner Entmachtung durch Erich Honecker im Jahr 1971. Nach Ulbrichts Tod wurde 1973 Willi Stoph Staatsratsvorsitzender. Durch die Verfassungsänderung 1974 verlor der Staatsratsvorsitzende formal seine herausgehobene Stellung. Faktisch wurde aber auch später die Funktion des Staatsoberhauptes allein vom Vorsitzenden des Staatsrates ausgeübt – die anderen Mitglieder des Staatsrates hatten in der Praxis kaum Einfluss. Das Amt des Sekretärs hatte bis 1971 Otto Gotsche und danach Heinz Eichler inne.
Honecker, der bereits seit 1971 Erster Sekretär des ZK der SED und Vorsitzender des NVR war, übernahm 1976 auch das Amt des Vorsitzenden des Staatsrats und hatte damit, wie zuvor Ulbricht, die höchsten Ämter in Partei und Staat in Personalunion inne.

### Aufgaben
Der Staatsrat war laut Artikel 66 ff. der Verfassung der DDR von 1968 das formelle Staatsoberhaupt der DDR. Ferner gab es die nachrangigen obersten Staatsrepräsentanten, den Vorsitzenden des Ministerrates als Chef der Regierung der DDR und den Präsidenten der Volkskammer als Parlamentsvorsteher.
Zu seinen Aufgaben gehörten gemäß Artikel 66–75 der Verfassung der DDR
- die Ausschreibung von Wahlen zur Volkskammer und den anderen Volksvertretungen,
- die Berufung der Mitglieder des Nationalen Verteidigungsrates,
- die Ausübung des Amnestie- und Begnadigungsrechts,
- die Ratifizierung von internationalen Verträgen,
- die Akkreditierung diplomatischer Vertreter,
- die Verleihung staatlicher Orden und Auszeichnungen,
- die Übernahme von Ehrenpatenschaften für kinderreiche Familien.

Bis 1974 konnte der Staatsrat Erlasse mit Gesetzeskraft beschließen und Vorlagen an die Volkskammer behandeln. Er legte die Verfassung und Gesetze verbindlich aus und entschied über den Abschluss von Staatsverträgen. Im Zuge der Entmachtung Ulbrichts verlor der von ihm geschaffene Staatsrat als Beratungs- und Entscheidungsgremium stark an Einflussmöglichkeiten, was sich in der Verfassungsänderung von 1974 manifestierte. Seitdem war er im Wesentlichen ein Repräsentationsorgan.
Wichtige praktische Bedeutung hatte das Sekretariat des Staatsrates mit seinen circa 200 Mitarbeitern als Bearbeiter der Eingaben von Bürgern (im DDR-Jargon so genannte Staatsratseingaben), formal im Eingabenerlass vom 27. Februar 1961 geregelt. Behörden und Betriebe waren zur Auskunft und Zusammenarbeit verpflichtet.

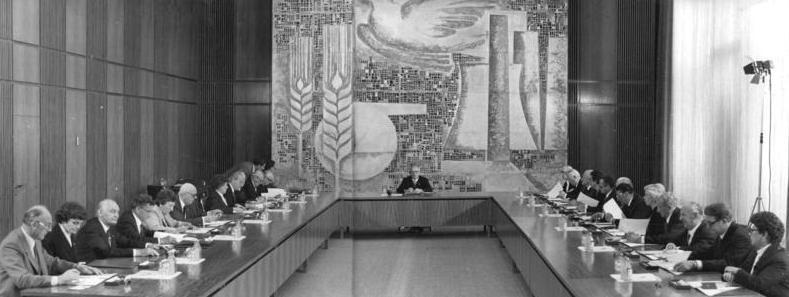
Sitzung des Staatsrates am 25. Juni 1981. In der Mitte Erich Honecker.

### Sitz des Staatsrates

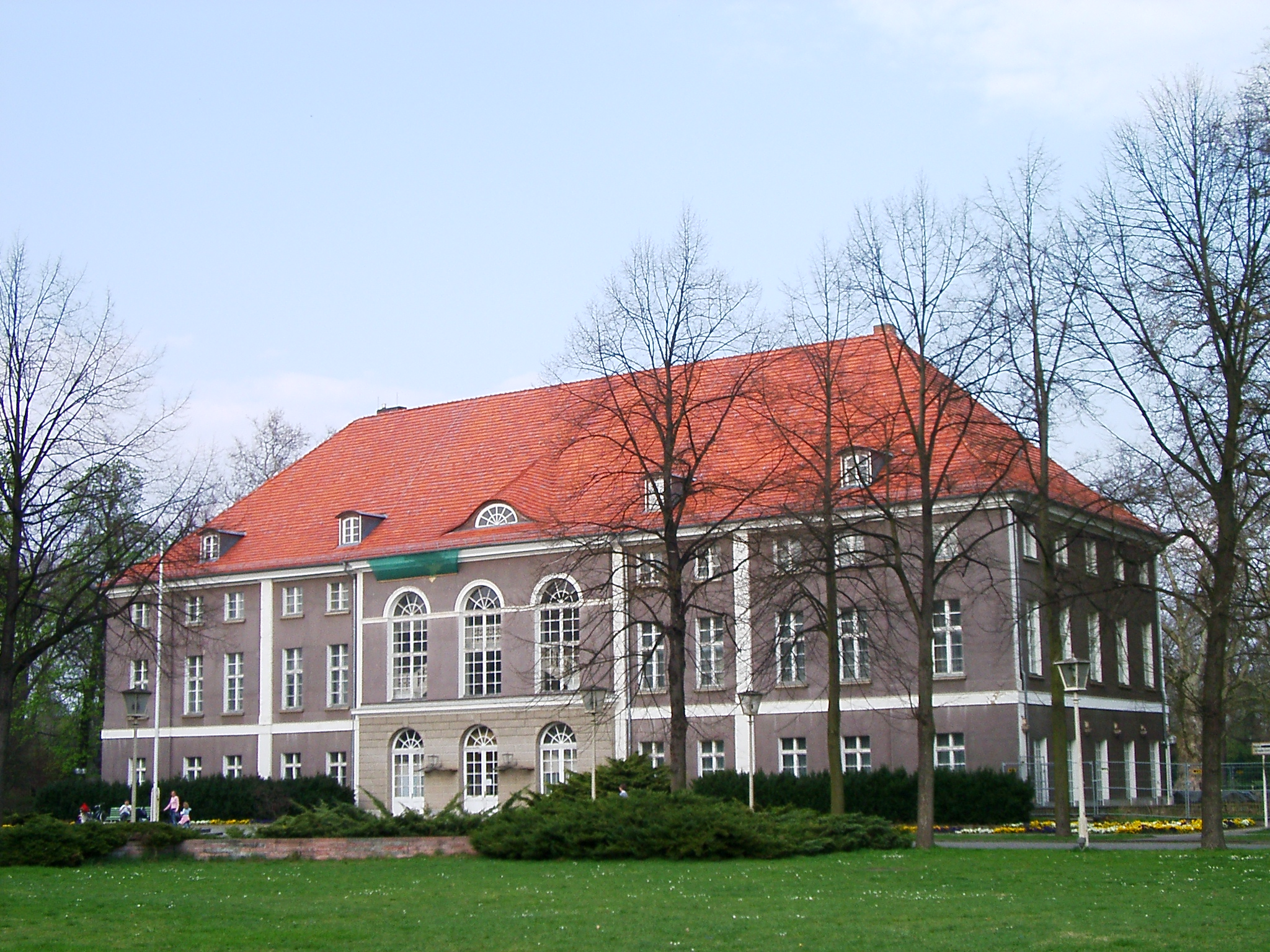
Schloss Schönhausen

Der Staatsrat hatte nach seiner Gründung 1960 seinen Sitz im Schloss Schönhausen, in dem bis dahin Wilhelm Pieck als Präsident der DDR residiert hatte. Im Jahr 1964 bezog der Staatsrat das eigens für ihn erbaute Staatsratsgebäude am Marx-Engels-Platz in Berlin-Mitte, wo er bis zu seiner Auflösung 1990 verblieb.

## Abschaffung in der Wende
Nach der Absetzung Honeckers während der Friedlichen Revolution in der DDR übernahm Egon Krenz zunächst dessen Ämter. Bereits sechs Wochen später, am 6. Dezember 1989, wählte die Volkskammer den LDPD-Vorsitzenden Manfred Gerlach zum Staatsratsvorsitzenden. Dies entsprach der von ihr am 1. Dezember 1989 beschlossenen Streichung der Führungsrolle der SED aus der DDR-Verfassung.
Am 5. April 1990 wurde der Staatsrat bei der konstituierenden Sitzung der ersten frei gewählten Volkskammer durch eine Verfassungsänderung abgeschafft. Da für die absehbar kurze Übergangsphase bis zur Vereinigung mit der Bundesrepublik Deutschland das Amt des Staatspräsidenten nicht mehr eingeführt werden sollte, wurde mit Artikel 75a der DDR-Verfassung das Präsidium der Volkskammer mit den Befugnissen des Staatsrates und der Präsident der Volkskammer mit den Befugnissen des Staatsratsvorsitzenden betraut. Sabine Bergmann-Pohl war damit als Volkskammerpräsidentin vom 5. April bis zum 2. Oktober 1990 das letzte Staatsoberhaupt der DDR.

## Staatsräte in anderen Ländern
Ähnliche oberste kollektive Staatsräte gab es in der Sowjetunion (Präsidium des Obersten Sowjets), den Volksrepubliken Bulgarien und Polen (Rada Państwa), in Rumänien, in Jugoslawien und in Nordkorea (Präsidium der Obersten Volksversammlung).